# Новосильское (Воронежская область)
Новосильское — село в Семилукском районе Воронежской области.
Административный центр Новосильского сельского поселения.

## География
Находится в 43 км северо-западнее города Семилуки.

### Улицы
| - ул. им. А. Богданович, - ул. им. И. Соколова, - ул. им. Т. Усачева, - ул. Бугровая, - ул. Запрудная, - ул. Зелёная, - ул. Каменная, - ул. Кооперативная, - ул. Красная Нива, | - ул. Луговая, - ул. Молодёжная, - ул. Раздольная, - ул. Садовая, - ул. Советская, - ул. Струковская, - ул. Тихая, - ул. Шаталовка, - ул. Школьная, | - пер. Аверьянова, - пер. Зелёный, - пер. Первомайский, - пер. Полевой. |

## История
Село основано в 1699 году по приказу Петра Первого и имело название Поганец (вплоть до 1861 года).
Поселение Новосильское основано в 1696 году потомками князей Новосильцевых. Первыми его жителями являлись выходцы Орловской губернии. Пётр I окрестил это живописное место Поганцем, так как не нашёл в Новосильском во время проезда воды для своих уставших коней. С этого момента легенда о названии переходит из уст в уста в течение 315 лет.
Согласно историко-топонимического словаря Прохорова В. А., Новосильское упоминается в документах 1674 и 1684 годов, как поселение служивых людей. В 1746 году оно имело 37 дворов крестьян-однодворцев.
День села празднуется 25 июня.

## Население
| 1859 | 1897  | 1959  | 2010  |
| ---- | ----- | ----- | ----- |
| 2688 | ↗3392 | ↘1546 | ↘1038 |

Население села в 2005 году составляло 1170 человек.

### Известные жители
- Усачёв Тимофей Яковлевич — полный кавалер ордена Славы.